# Kiñaruanda
El kinyarwanda, kinyaruanda, ruanda o kiñaruanda (autoglotónimo: [(i.)ci.ɲɑ.ɾɡwɑː.ndɑ]) es la principal lengua hablada en Ruanda, por cerca de doce millones de personas. También se habla en las zonas cercanas de la República Democrática del Congo, Burundi, Uganda y Tanzania. Está emparentado con el idioma kirundi hablado en el vecino país de Burundi y el kiha o ha, hablado en el oeste de Tanzania. Por su parecido, ya que son lenguas mutuamente inteligibles es posible que entiendan el kiñaruanda unos 20 000 000 (veinte millones) de personas. Está clasificada como un idioma bantú y tiene varios dialectos, entre ellos el ikireera, el aluciga, el ururashi y el ikinyanduga, en el que se basa el kiñaruanda normativo.
Ejemplos de traducciones
- Yego = Si
- Oya = No
- Ndabizi = Yo sé
- Simbizi = Yo no sé
- Amazi = Agua
- Ndashaka amazi = Querría agua.